# Якушевич, Глеб Андреевич
Глеб Андреевич Якушевич (бел. Глеб Андрэевіч Якушэвіч; род. 31 июля 2002, Минск) — белорусский футболист, защитник клуба «Шинник». Выступает на правах аренды в дзержинском «Арсенале».

## Карьера

### «Минск»
Воспитанник футбольной академии столичного «Минск», в структуру которого футболист попал в возрасте 4 лет. Первым тренером футболиста был Михаил Владимирович Алексиевич. В 2019 году футболист стал выступать за дублирующий состав клуба. Вместе с юношеской командой в возрастной категории до 19 лет принимал участие в юношеской лиге УЕФА. В начале 2021 года футболист стал тренироваться в основной командой минского клуба. Дебютировал за клуб футболист 6 марта 2021 года в четвертьфинальном матче Кубка Беларуси против «Ислочи», выйдя на замену на 88 минуте. Дебютный матч в чемпионате футболист сыграл 11 апреля 2021 года против борисовского БАТЭ, выйдя на замену на 25 минуте. В дальнейшем футболист продолжал выступать за клуб в рои игрока замены. В декабре 2022 года футболист покинул клуб по истечении срока действия контракта.
В январе 2023 года футболист вернулся в «Минск», с которым подписал новый контракт сроком до конца сезона. Первый матч в новом сезоне футболист сыграл 17 марта 2023 года против мозырской «Славии», выйдя на поле в стартовом составе. Первым результативным действием за клуб футболист отличился 10 июня 2023 года в матче против «Сморгони», отдав голевую передачу. Дебютным забитым голом за клуб футболист отличился 21 июля 2023 года в матче Кубка Беларуси против «Молодечно-2018».  По итогу сезона футболист вместе с клубом занял итоговое девятое место в чемпионате.  На протяжении сезона футболист был в клубе ключевым защитником, отличившись забитым голом и результативной передачей во всех турнирах. В декабре 2023 года футболист продлил контракт с клубом ещё на сезон.

### «Шинник»

#### Первые сезоны
В январе 2024 года футболист перешёл в российский клуб «Шинник», подписав контракт до конца июня 2026 года. Дебютировал за клуб футболист 18 марта 2024 года в матче против новороссийского «Черноморца», выйдя на замену на 75 минуте. На протяжении дебютного сезона футболист выступал за клуб как игрок замены, результативными действиями не отличившись. По итогу сезона футболист вместе с клубом завершил чемпионат на итоговом седьмом месте в турнирной таблице. Новый сезон футболист начинал также как игрок замены, однако затем в ноябре 2024 года смог закрепиться в стартовом составе. Также футболист вместе с клубом в первом этапе четвертьфинальных матчей Кубка России уступили «Акрону», завершив своё выступление на турнире. На протяжении первой половины сезона футболист результативными действиями за клуб так и не отличился.

#### Аренда в «Арсенал» Дзержинск
В феврале 2025 года сообщалось, что ярославский «Шинник» готов продать футболиста. В конце февраля 2025 года появилась информация, что футболист присоединиться к дзержинскому «Арсеналу». Официально 26 февраля 2025 года футболист присоединился к дзержинскому клубу на правах арендного соглашения, которое рассчитано до коцна сезона. Дебютировал за клуб футболист 16 марта 2025 года в матче против брестского «Динамо», выйдя на поле в стартовом составе. За «Арсенал» отыграл четыре матча в высшей лиге-2025, в которых обошелся без результативных действий. В июле 2025 года расторг арендное соглашение с клубом по обоюдному желанию сторон и возвратился в «Шинник».

## Международная карьера
В мае 2022 года был вызван в молодёжную сборную Беларуси для участия в квалификационных матчах на молодёжный чемпионат Европы. Принимал участие в матчах против Португалии и Исландии, однако на поле так и не вышел. Дебютировал за сборную 21 сентября 2022 года против молодёжной сборной России.
В августе 2023 года футболист попал в расширенный список игроков, получивших вызов в национальную сборную Беларуси. Однако затем футболист оказался вне состава главной сборной. Затем футболист получил вызов в молодёжную сборную Беларуси на квалификационные матчи молодёжного чемпионата Европы. Дебютный гол за сборную забил 7 сентября 2023 года в матче против сборной Фарерских островов.